# Naja sputatrix
Naja sputatrix é uma espécie de cobra da família Elapidae, encontrada nas Ilhas Menores de Sonda, na Indonésia, incluindo Java, Bali, Lombok, Sumbawa, Flores, Komodo, entre outras.

## Etimologia e nomes
Naja sputatrix é classificada no gênero Naja da família Elapidae. Foi descrita pela primeira vez pelo entomologista, herpetologista, ornitologista e advogado alemão Friedrich Boie em 1827. O nome genérico Naja é uma latinização da palavra sânscrita nāgá (नाग), que significa "cobra". O epíteto específico sputatrix deriva do latim sputator, que significa "cuspidor".

## Descrição
Naja sputatrix é uma cobra de tamanho médio a grande, com longas costelas cervicais que podem se expandir para formar um capuz quando ameaçada. Seu corpo é comprimido dorsoventralmente e cilíndrico na parte posterior. O comprimento médio de um adulto é de cerca de 1,3 m, podendo atingir até aproximadamente 1,85 m. A cabeça é elíptica, ligeiramente distinta do pescoço, com um focinho curto e arredondado e narinas grandes. Os olhos são de tamanho moderado, com pupilas redondas. As escamas dorsais são lisas e muito oblíquas. A contagem de escamas dorsais geralmente é 25–19. Há diferenças de coloração e padrões entre espécimes de Java e de outras ilhas onde a espécie ocorre. Adultos de Java são geralmente uniformes em tons amarelados, marrons ou enegrecidos, enquanto juvenis frequentemente apresentam bandas na garganta e manchas laterais. Nem sempre há marcas no capuz, mas quando presentes, geralmente têm formato de V.

## Distribuição
Esta espécie de cobra é nativa das ilhas indonésias de Java e das Ilhas Menores de Sonda, incluindo Bali, Lombok, Sumbawa, Komodo, Flores, Lomblen e Alor. Pode estar presente em outras ilhas do grupo. Um exemplar foi encontrado na Ilha Rinca em 26 de dezembro de 2015. Ainda é necessária verificação para confirmar se esta espécie ocorre nas ilhas de Timor e Sulawesi. Embora um único espécime tenha sido observado em Sulawesi, acredita-se que ele possa ter origem em Java, pois era indistinguível dos espécimes javaneses. O cientista De Hass pesquisou esta espécie em dois distritos de Java Ocidental: em Nandjoeng Djaja, onde era relativamente incomum, e em Bandjarwangi, a uma altitude de 900 m, onde não foi registrada. Um estudo de 1998 por FB Yuwono constatou que a espécie era abundante em Java. Dunn (1927) relatou espécimes coletados em Komodo desde o nível do mar até 650 m, a maior altitude registrada para esta espécie.

## Habitat, comportamento e ecologia
A Naja sputatrix é encontrada principalmente em florestas tropicais e úmidas, mas se adapta bem a uma ampla variedade de habitats em sua distribuição nas ilhas, incluindo regiões mais áridas, florestas secas e áreas cultivadas em colinas. Na ilha de Komodo, foi observada em diversos habitats, como savanas secas e florestas decíduas de monção. Relatos indicam que espécimes em Komodo são relutantes em cuspir, mas observações de campo sugerem o contrário. Esta espécie é uma presa fácil para o dragão-de-Komodo. Naja sputatrix é muito defensiva e cospe veneno rapidamente quando se sente ameaçada. É uma serpente terrestre e noturna. Sua dieta é composta predominantemente por pequenos mamíferos, como ratos e camundongos, mas também inclui sapos, outras serpentes e lagartos. O herpetologista Shine Boeadi, em um estudo publicado em 1998, mediu e dissecou 80 espécimes javaneses desta espécie e constatou que a maioria dos itens de presa eram mamíferos.

## Reprodução
O acasalamento ocorre durante a estação seca (agosto a outubro). As fêmeas geralmente depositam ovos no final da estação seca, em novembro, ou no início da estação chuvosa. Podem ser postos de 13 a 19 ovos por ninhada, com uma média de cerca de 16 ovos. Fêmeas javanesas podem produzir e depositar até 36 ovos, mas, em média, apenas 25 ovos são produzidos. O período de incubação é de aproximadamente 88 dias, segundo Kopstein. Como outros elapídeos, os filhotes são completamente independentes ao nascer.

## Estado de conservação
Esta espécie está listada no Apêndice II da CITES, o que significa que não está ameaçada de extinção, mas pode se tornar se o comércio de espécimes não for rigorosamente regulamentado para evitar usos incompatíveis com sua sobrevivência na natureza. São comumente capturadas para suas peles e ocasionalmente encontradas no comércio de animais de estimação.

## Veneno
A LD50 (dose letal mediana) do veneno bruto desta espécie é de 0,90 mg/kg por via intravenosa (0,59–1,36 mg/kg). Os constituintes mais significativos do veneno incluem proteínas e enzimas de alto peso molecular, enzimas fosfolipase A2, neurotoxinas pós-sinápticas e cardiotoxinas polipeptídicas, o que indica que, embora o veneno possa ser potente, seu efeito pode não ser particularmente rápido. Como em todas as espécies de cobra, o veneno desta espécie também contém neurotoxinas pós-sinápticas. No entanto, os principais componentes de seu veneno são cardiotoxinas com atividade citotóxica. De fato, as cardiotoxinas polipeptídicas compõem 60% do veneno (peso seco), enquanto as neurotoxinas pós-sinápticas representam apenas 4,5%. As duas principais neurotoxinas, sputa-neurotoxina 1 (SN1) e sputa-neurotoxina 2 (SN2), isoladas do veneno, são neurotoxinas "curtas", com 62 e 61 resíduos de aminoácidos, respectivamente. A LD50 intravenosa das duas toxinas é de 0,09 mg/g e 0,07 mg/g, respectivamente, e elas possuem sequências de aminoácidos semelhantes às de outras neurotoxinas de venenos de cobras. O veneno também apresentou atividade anticoagulante in vitro significativamente mais forte que a maioria dos venenos de cobras do gênero Naja. Os anticoagulantes, enzimas fosfolipase A2, com peso molecular de aproximadamente 14 kDa, compõem 15% do veneno (peso seco). Poucas fatalidades humanas são atribuídas a esta espécie.